# Guga (ur. 1998)
Guga, właśc. Claudio Rodrigues Gomes (ur. 29 sierpnia 1998 w Rio de Janeiro) – brazylijski piłkarz pochodzenia portugalskiego występujący na pozycji prawego obrońcy, od 2023 roku zawodnik Fluminense.